# Exceção palestina
A exceção palestina é um suposto padrão de discriminação institucional e aplicação seletiva de políticas e leis que restringem as vozes, o conhecimento acadêmico e a defesa dos palestinos e seus aliados, contrariando princípios como a liberdade de expressão ou o direito de protestar. Especialmente desde o início da Guerra de Gaza, acadêmicos, advogados, defensores da liberdade de expressão e das liberdades civis, jornalistas e ativistas pró-palestinos têm levantado preocupações sobre a censura e a supressão de protestos contra a guerra, apelos por um cessar-fogo, críticas ao apoio militar e diplomático estadunidense a Israel e críticas à invasão de Gaza por Israel e sua conduta bélica naquele país. O termo também tem sido usado regularmente para criticar políticas universitárias que restringem protestos pró-Palestina nos campi, incluindo aqueles que pedem o desinvestimento de Israel.
Steven Salaita sugere que, além dos próprios palestinos, a supressão do discurso pró-palestino afeta particularmente árabes, muçulmanos e minorias étnicas. Jairo I. Fúnez-Flores diz que muitos grupos de defesa pró-palestinos mudaram as plataformas de mídia social para escapar do que eles alegam ser censura institucional ou punição por seus comentários pró-palestinos e que os apelos por supressão foram amplificados pela mídia tradicional. Robert Horenstein, chefe de relações comunitárias e assuntos públicos da Federação Judaica da Grande Portland, argumentou que "a noção de que as vozes dos ativistas pró-palestinos estão sendo suprimidas é patentemente absurda".

## Descrição
Em 2015, a Palestine Legal publicou um extenso relatório em conjunto com o Center for Constitutional Rights sobre o que as duas organizações descreveram como "a exceção palestina à liberdade de expressão" e começou a publicar uma seção de notícias dedicada a documentar e analisar casos da Exceção Palestina em instituições educacionais (especialmente campi universitários), cobertura da mídia e repressão a protestos.
A "Exceção Palestina" é descrita por ativistas e acadêmicos pró-Palestina como um padrão documentado de discriminação institucional e aplicação seletiva de políticas que visam especificamente atingir e restringir as vozes, o conhecimento e a defesa de direitos palestinos em instituições acadêmicas e de mídia ocidentais. Esse fenômeno, usado particularmente para descrever eventos na América do Norte e na Europa, manifesta-se por meio do que é descrito como tentativas sistemáticas de silenciar narrativas palestinas e discussões críticas às políticas israelenses em relação aos Territórios Palestinos, ao mesmo tempo em que enfatiza desproporcionalmente plataformas para pontos de vista opostos.
Os mecanismos institucionais descritos por defensores pró-palestinos que aplicam a Exceção Palestina incluem a adoção de definições específicas de antissemitismo que abrangem críticas às políticas do Estado israelense, a implementação de políticas restritivas à liberdade de expressão ou ao diálogo em instituições educacionais, a aplicação opcional de requisitos de "equilíbrio" na cobertura da mídia e a pressão externa de grupos de defesa pró-Israel, como o AIPAC, o Centro para Israel e Assuntos Judaicos e a Organização Sionista Internacional de Mulheres.
No meio acadêmico, as restrições são descritas como a aplicação seletiva dos princípios da liberdade acadêmica, pressão sobre as instituições para cancelar eventos ou retirar convites para palestras sobre questões palestinas, complicações nos processos de contratação e estabilidade para acadêmicos que trabalham com questões palestinas e a implementação de políticas que restringem especificamente as críticas às políticas do Estado israelense. O fenômeno também foi alegado como se estendendo aos sistemas de ensino fundamental e médio, como no caso da permissão do Conselho Escolar do Distrito de Toronto para que lobistas pró-Israel, como o Centro para Israel e Assuntos Judaicos, moldem diretamente o currículo escolar.

## Nota
- Este artigo foi inicialmente traduzido, total ou parcialmente, do artigo da Wikipédia em inglês cujo título é «Palestine exception».